# Slevik
Slevik este o localitate din comuna Fredrikstad, provincia Østfold, Norvegia, cu o suprafață de 0,77 km² și o populație de 1.023 locuitori (2013).